# 肉食女
肉食女（日语：／ Nikushokukei Joshi），简单来说是指熱心於追求社會成就，積極於追逐名利、男性、尤其是性愛的女性。在許多方面，她們是傳統女性角色的一種顛覆。

## 衍生用語
符合传统父系社会东亚社会价值观的男性，也相对应的被称呼为肉食男：
- 事业心、进取心极强
- 对女性的交往中，极主动

符合传统父系社会东亚社会价值观的女性，相对应地稱为草食女：
相同的，不積極於追求社會成就，對性愛較為被動的男性，則稱為草食男。

## 關連項目
- 草食男
- 好人文化
- 乾物女
- 森林系女孩
- 辣妹